# 러시아의 키이우주 점령
러시아의 키이우주 점령은 2022년 2월 24일 러시아의 우크라이나 침공 첫날부터 시작된 우크라이나 키이우주에 대한 러시아군의 군사 점령 작전이다. 수도 키이우는 침공 당시 대대적인 폭격을 받았지만 함락에 이르지는 않았다. 다만 키이우주 북부와 서부 일대의 많은 도시가 러시아군에 점령되기도 했다.

## 전개

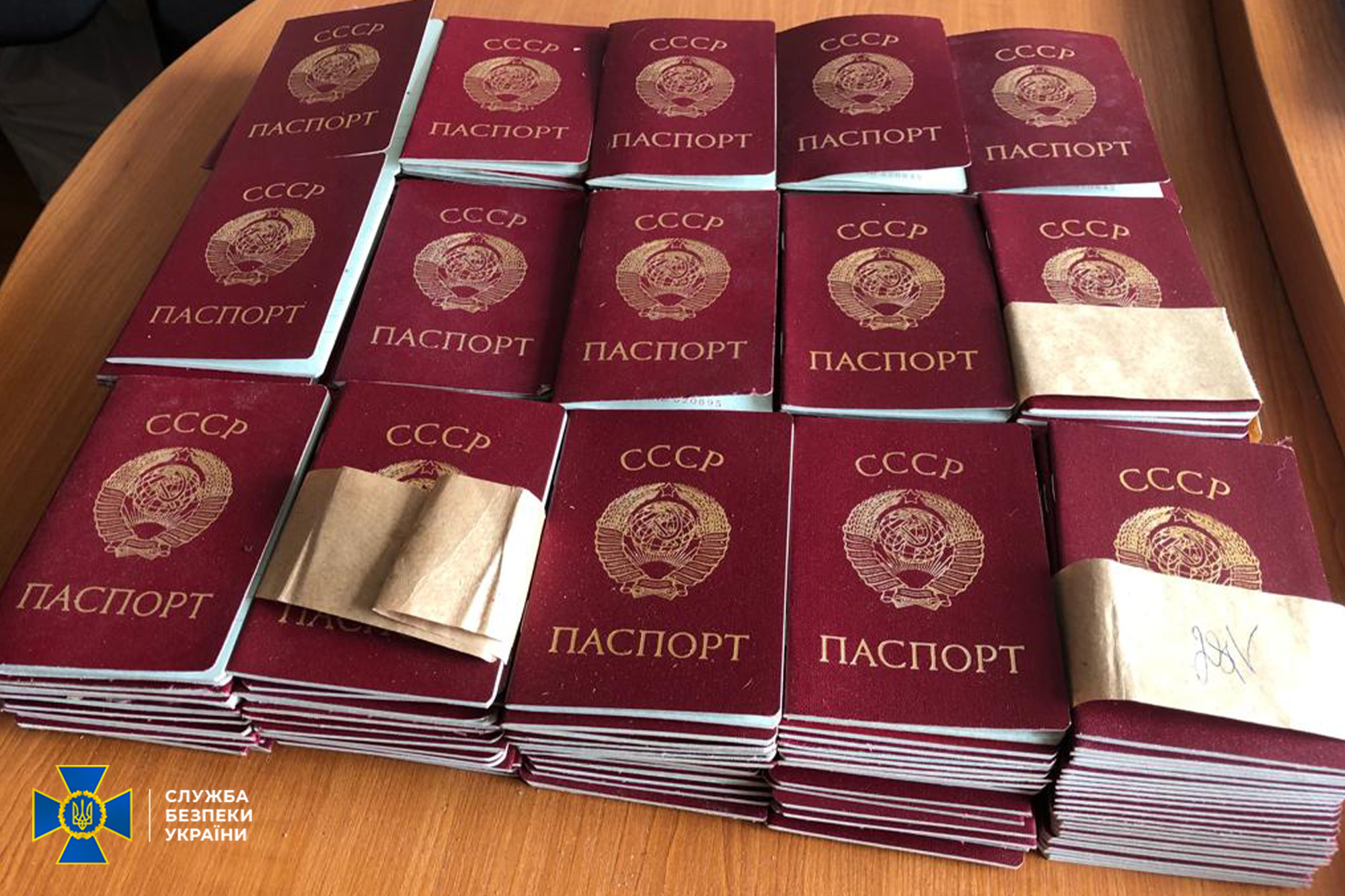
키이우주 주민들에게 배포하기 위해 러시아군이 준비한 소련식 여권 (마카리우 인근에서 발견)

### 러시아군의 침공
2022년 2월 24일, 우크라이나 침공에 나선 러시아군은 수도 키이우를 주 목표로 삼아, 키이우주의 대대적인 점령에 나섰다. 첫날부터 방사능 오염으로 체르노빌 제외 구역에 해당되는 체르노빌과 프리피야트를 신속하게 점령했다.
2022년 2월 26일까지 러시아군은 호스토멜, 보로댠카, 보르젤, 부차를 점령하고 안토노우 공항 에서 처참한 전투를 벌여 승리를 거뒀다. 이와 함께 이르핀과 호렌카 인근에서 전투와 군사적 충돌이 계속되었다.

### 키이우시
2월 25일 아침, 우크라이나 군인 복장을 한 러시아 파괴공작원 3명이 수도 키이우의 우크라이나 국회의사당인 베르호우나 라다 의사당으로부터 북쪽으로 10km 떨어진 오볼론스키구에 진입한 것으로 보도됐다.
2월 27일에도 우크라이나군과 러시아 파괴공작원 간의 충돌이 계속됐다. 한편, 우크라이나 현지 관리들은 키이우시가 여전히 우크라이나의 전면 통치 하에 있다는 단호한 입장을 밝혔다.
2월 28일, 러시아군의 새 부대가 키이우를 향해 진군했지만 직접적인 전투는 거의 발생하지 않았고 그날 키이우시에서는 미사일 3발이 발사되는 것에 그쳤다. 이후 위성 사진을 통해 러시아군의 키이우 진군 행렬이 키이우 북쪽으로 들어오는 고속도로를 따라 64km라는 어마어마한 길이로 이어져 있는 모습이 포착되었다. 이 행렬은 키이우시로부터 39km 떨어진 위치로부터 시작됐다.
3월 1일 아침, 러시아 국방부는 현지 민간인들에게 키이우 주변의 우크라이나 방송 시설을 표적으로 삼을 예정이며 인근 주민들은 모두 그 지역을 떠나야 한다는 대피 통지를 발령했다. 몇 시간 후, 러시아군의 미사일이 키이우 TV 타워를 공격해 5명이 사망하고 5명이 부상당했다. 키이우 시장 비탈리 클리츠코는 키이우 내 주류 판매를 금지하는 동시에 상점과 약국에 "식품, 필수품, 의약품"의 가격을 인상하여 지금의 상황을 "이용"하지 말라고 호소했다.
3월 22일, 우크라이나군은 러시아군을 도시에서 몰아내기 위한 반격에 나섰다. 우크라이나군은 보리스필에서만 시민 2만 명을 비롯하여 인근 교외지역과 마을에서 수만 명의 사람들을 대피시키고 기존에 러시아군에 점령당했던 주변 마을들을 되찾았다.

### 브로바리와 루캬니우카
3월 10일, 러시아 장갑차가 루캬니우카 마을을 점령한 직후 브로바리로 향하는 것이 목격되었다.
3월 28일, 우크라이나군은 루캬니우카를 탈환하고 브로바리에서도 러시아군을 몰아냈다고 밝혔다. 루캬니우카는 대부분의 주택이 파괴되었고 망가진 러시아 탱크가 길거리에 남겨진 모습이었다.
3월 29일, 러시아군이 브로바리 지역에 포격을 시작했다. 창고가 불에 탔고 인근 마을이 큰 피해를 입었다.

### 우크라이나의 반격
3월 28일, 우크라이나군은 이르핀 전투의 승리를 기점으로 키이우주 전역의 마을 탈환에 나섰다.
4월 2일, 우크라이나군은 키이우주 전체를 탈환하여 러시아군의 점령을 종식시켰다.

## 여파

### 지뢰 매설과 원자력 발전소
러시아군이 철수 과정에서 지뢰를 곳곳에 뿌린 까닭에 우크라이나군의 주도로 지뢰 제거 작업이 시작되었다. 미국은 키이우주, 체르니히우주, 지토미르주, 수미주의 지뢰 제거 작업에 89,000,000달러의 예산을 제공하겠다고 밝혔다.
5월 8일, 우크라이나 인민부대표 율리야 티모셴코는 키예프주에서 지뢰 제거 작업이 완료되었다고 발표했다.
체르노빌에서는 러시아군이 원자력 발전소 실험실에서 위험한 방사성 먼지와 물질을 훔친 정황이 드러났다.

### 전쟁범죄
러시아군은 키이우 인근 보로디얀카 마을에 대대적인 폭격을 가했다. 또 야간에 주택가에 집속탄을 발사했으며, 민간지역에 지뢰를 매설하는 전쟁범죄를 일으켰다.
부차에서는 러시아군이 점령하는 동안 민간인을 강간하고 교수형을 시켜 살해하는가 하면 거리에서 죽도록 내버려 둔 정황이 포착됐다. 철수 과정에서도 파괴된 민간인 주택에 수많은 탱크를 남겨두고, 마을 곳곳에 지뢰는 물론 시체들을 방치해 두었다. 이른바 부차 학살로 알려진 이 참사를 두고 우크라이나 대통령 볼로디미르 젤렌스키를 포함한 우크라이나 정부에서도 러시아군이 부차에서 집단 학살을 자행했다고 비난하으며, 국제사회의 비판 역시 뜻을 같이하였다. 지역 당국에 따르면 마을에서 18세 미만 어린이 9명을 포함해 민간인 시신 458구가 수습됐다. 희생자 중 419명이 무기에 의해 사망했고 39명은 점령으로 인한 자연사로 추정됐다.
2022년 3월 6일, 러시아군은 키이우로 피난 가던 이르핀 주민들이 지나는 교차로에 포격을 가해 8명의 사망자를 발생시켰다.

## 같이 보기
- 러시아가 점령한 우크라이나 영토
  - 러시아의 크림반도 점령
  - 러시아의 드니프로페트로프스크주와 폴타바주 점령
  - 러시아의 도네츠크주 점령
  - 러시아의 하르키우주 점령
  - 러시아의 헤르손주 점령
  - 러시아의 체르니히우주 점령
  - 러시아의 루한스크 주 점령
  - 러시아의 미콜라이우주 점령
  - 러시아의 수미주 점령
  - 러시아의 자보리자주 점령
  - 러시아의 지토미르주 점령
  - 즈미이니섬 전투
- 러시아 연방의 크림반도 합병
- 러시아의 도네츠크주, 헤르손주, 루한스크주, 자포리자주 합병

## 참고자료
1. ↑  Свобода, Радіо (2022년 6월 10일). “Росія хотіла примусово роздавати на окупованій Київщині паспорти СРСР – СБУ”. 《Радіо Свобода》 (우크라이나어) (Radio Free Europe/Radio Liberty).
2. ↑  “Peace Train: It's time to bid nuclear power plants goodbye”. 《Colorado Daily》 (미국 영어). 2022년 3월 11일. 2022년 7월 5일에 원본 문서에서 보존된 문서. 2022년 8월 13일에 확인함.
3. ↑  “'Hand-to-hand combat': Street battles rage on Kyiv's edge”. 《France 24》 (영어). 2022년 3월 7일. 2023년 4월 9일에 확인함.
4. ↑  “BREAKING: Fighting has erupted in the Obolon district in Kyiv”. 《Euro Weekly News》 (영국 영어). 2022년 2월 25일. 2022년 5월 14일에 원본 문서에서 보존된 문서. 2022년 8월 13일에 확인함.
5. ↑  “Russia, Ukraine say open to talks as combat continues outside Kyiv”. 《The Jerusalem Post》 (미국 영어). 2022년 2월 25일. 2022년 2월 25일에 원본 문서에서 보존된 문서. 2022년 8월 13일에 확인함.
6. ↑  desk, The Kyiv Independent news (2022년 2월 27일). “Kyiv is under control of Ukrainian military and territorial defense forces.”. 《The Kyiv Independent》. 2022년 7월 19일에 원본 문서에서 보존된 문서. 2022년 8월 13일에 확인함.
7. ↑  “Russia-Ukraine War: What to know as Russians advance on Kyiv”. 《AP NEWS》 (영어). 2022년 2월 28일. 2022년 3월 1일에 원본 문서에서 보존된 문서. 2022년 8월 13일에 확인함.
8. ↑  “Russian ground forces move closer to Kyiv, convoy stretches for miles -Maxar”. 《Reuters》 (영어). 2022년 2월 28일. 2022년 2월 28일에 원본 문서에서 보존된 문서. 2022년 8월 13일에 확인함.
9. ↑  Services, National Post Wire (2022년 3월 1일). “Ukraine updates, Day 5: Ukrainian ambassador says Russia used prohibited vacuum bomb”. 《National Post》 (영어). 2022년 8월 13일에 확인함.
10. ↑  “Russia warns Kyiv residents ahead of attacks on intel sites”. 《Al Arabiya English》 (영어). 2022년 3월 1일. 2022년 3월 3일에 원본 문서에서 보존된 문서. 2022년 8월 13일에 확인함.
11. ↑  “Ukraine says Russia targeting civilians as missiles hit Kyiv TV tower”. 《the Guardian》 (영어). 2022년 3월 1일. 2022년 3월 2일에 원본 문서에서 보존된 문서. 2022년 8월 13일에 확인함.
12. ↑  Breuninger, Kevin (March 2022). “Ukraine says Russia has struck a TV tower in Kyiv”. 《CNBC》 (영어). 2022년 8월 13일에 원본 문서에서 보존된 문서. 2022년 8월 13일에 확인함.
13. ↑  Maurya, Akash (2022년 3월 1일). “Sale of alcohol banned in Kiev – mayor”. 《The Press United | International News Analysis, Viewpoint》 (미국 영어). 2022년 4월 5일에 원본 문서에서 보존된 문서. 2022년 8월 13일에 확인함.
14. ↑  “Ukraine tells Russia 'die or surrender' as its Kyiv counterattack drives out invaders”. 《NBC News》 (영어). 2022년 3월 24일. 2022년 3월 26일에 원본 문서에서 보존된 문서. 2022년 8월 13일에 확인함.
15. ↑  Garanich, Gleb; Zinets, Natalia (2022년 3월 25일). “Ukrainian troops push Russian forces back from Kyiv in momentum shift”. 《National Post》 (영어). 2022년 8월 13일에 확인함.
16. ↑  “Під Броварами розбили колону окупантів, шукають втікачів”. 《Коментарі Україна》 (우크라이나어). 2022년 3월 9일. 2022년 3월 9일에 원본 문서에서 보존된 문서. 2022년 8월 13일에 확인함.
17. ↑  Garanich, Gleb; Zinets, Natalia (2022년 3월 25일). “Ukrainian troops push Russian forces back from Kyiv in momentum shift”. 《National Post》 (영어). 2022년 8월 13일에 확인함.
18. ↑  Nuzhnenko, Serhiy. “Battle Aftermath: Ukrainian Forces Recapture Village Outside Kyiv”. 《RadioFreeEurope/RadioLiberty》 (영어). 2022년 8월 13일에 원본 문서에서 보존된 문서. 2022년 8월 13일에 확인함.
19. ↑   (영어) |제목=이(가) 없거나 비었음 (도움말)
20. ↑   (영어) |제목=이(가) 없거나 비었음 (도움말)
21. ↑  “Video: War in Ukraine: aftermath of Brovary bombing”. 《euronews》 (영어). 2022년 3월 30일. 2022년 8월 13일에 원본 문서에서 보존된 문서. 2022년 8월 13일에 확인함.
22. ↑  Cotovio, Vasco; Pleitgen, Frederik; Blunt, Byron; Markina, Daria (2022년 3월 31일). “Ukrainians have retaken Irpin from the Russian invaders. But it's a city that now lies in ruins”. 《CNN》. 2022년 4월 1일에 원본 문서에서 보존된 문서. 2022년 8월 13일에 확인함.
23. ↑  “Ukraine retakes control of warzone Irpin from Russia, says local mayor”. 《Hindustan Times》 (영어). 2022년 3월 28일. 2022년 8월 13일에 원본 문서에서 보존된 문서. 2022년 8월 13일에 확인함.
24. ↑  “Ukrainian forces retake areas near Kyiv amid fear of traps”. 《Associated Press》 (미국 영어). 2022년 4월 2일. 2022년 8월 13일에 원본 문서에서 보존된 문서. 2022년 8월 13일에 확인함.
25. ↑  “Ukraine 'retakes whole Kyiv region' as Russia looks east” (영어). 2022년 5월 31일에 원본 문서에서 보존된 문서. 2022년 8월 13일에 확인함.
26. ↑  Oto, Dominic. “Ukraine Retakes Kyiv Region as Russian Focus Shifts East”. 《dominicoto.substack.com》 (영어). 2022년 8월 13일에 원본 문서에서 보존된 문서. 2022년 8월 13일에 확인함.
27. ↑  Cotovio, Vasco; Pleitgen, Frederik; Blunt, Byron; Markina, Daria (2022년 4월 11일). “Russian forces left bombs, death and destruction around Kyiv. Now, a painstaking demining operation is underway”. 《CNN》. 2022년 8월 13일에 원본 문서에서 보존된 문서. 2022년 8월 13일에 확인함.
28. ↑  “US approves $89 mln for Ukraine demining efforts”. 《Al Arabiya English》 (영어). 2022년 8월 9일. 2022년 8월 12일에 원본 문서에서 보존된 문서. 2022년 8월 13일에 확인함.
29. ↑  “Demining of Kyiv Region Completed – President's Office - Army SOS” (영국 영어). 2022년 5월 21일. 2022년 8월 13일에 원본 문서에서 보존된 문서. 2022년 8월 13일에 확인함.
30. ↑  “Demining of Kyiv Region Completed - President's Office”. 《news.yahoo.com》 (미국 영어). 2022년 5월 20일. 2022년 8월 13일에 원본 문서에서 보존된 문서. 2022년 8월 13일에 확인함.
31. ↑  “Russian soldiers who occupied Chernobyl only have a year to live, Ukrainian minister says”. 《ABC News》 (오스트레일리아 영어). 2022년 4월 10일. 2022년 10월 6일에 원본 문서에서 보존된 문서. 2022년 8월 13일에 확인함.
32. ↑  “Unprotected Russian soldiers disturbed radioactive dust in Chernobyl's 'Red Forest', workers say”. 《Reuters》 (영어). 2022년 3월 29일. 2022년 3월 29일에 원본 문서에서 보존된 문서. 2022년 8월 13일에 확인함.
33. ↑  Cotovio, Vasco; Pleitgen, Frederik; Blunt, Byron; Markina, Daria (2022년 4월 8일). “Ukrainians shocked by 'crazy' scene at Chernobyl after Russian pullout reveals radioactive contamination”. 《CNN》. 2022년 4월 12일에 원본 문서에서 보존된 문서. 2022년 8월 13일에 확인함.
34. ↑  “Archived copy”. 《Twitter》 (영어). 2022년 10월 6일에 원본 문서에서 보존된 문서. 2022년 8월 13일에 확인함.
35. ↑  “Ukrainians return to Borodyanka after Russian withdrawal and find their town in ruins”. 《NPR.org》 (영어). 2022년 4월 23일에 원본 문서에서 보존된 문서. 2022년 8월 13일에 확인함.
36. ↑  “Ukraine says 'torture room' found after Russian troops withdrawal from Bucha”. 《The Independent》 (영어). 2022년 4월 5일. 2022년 4월 5일에 원본 문서에서 보존된 문서. 2022년 8월 13일에 확인함.
37. ↑  Philp, Catherine; Swinford, Steven; Waterfield, Bruno; Ames, Jonathan. “Civilians 'shot in the streets' as Russia accused of massacre in Bucha”. 《The Times》 (영어). ISSN 0140-0460. 2022년 4월 3일에 원본 문서에서 보존된 문서. 2022년 8월 13일에 확인함.
38. ↑  “Bodies, rubble line the streets of Bucha following Russian retreat”. 《The Washington Post》 (미국 영어). ISSN 0190-8286. 2022년 4월 2일에 원본 문서에서 보존된 문서. 2022년 8월 13일에 확인함.
39. ↑  “Zelensky accuses Russia of 'genocide' as he visits Bucha mass graves”. 《The Independent》 (영어). 2022년 4월 4일. 2023년 10월 26일에 확인함.
40. ↑  “At least 458 Ukrainians died in the Bucha community as a result of the actions of the Russians”. 《babel.ua》 (영어). 2022년 8월 8일. 2023년 10월 26일에 확인함.
41. ↑  “Ukraine: Russian Assault Kills Fleeing Civilians”. 《Human Rights Watch》 (영어). 2022년 3월 8일. 2022년 3월 9일에 원본 문서에서 보존된 문서. 2022년 8월 13일에 확인함.